# Chlorogomphus auratus
Chlorogomphus auratus – gatunek ważki z rodziny Chlorogomphidae. Występuje w Wietnamie i Laosie; w 2012 roku po raz pierwszy odnotowano go w Chinach – w prowincji Junnan.